# Аляпі чубатий
Аля́пі чубатий (Myrmoborus lophotes) — вид горобцеподібних птахів родини сорокушових (Thamnophilidae). Мешкає в Амазонії. Чубатого аляпі раніше відносили до роду Аляпі (Percnostola), однак за результатами молекулярно-генетичного дослідження його було переведено до роду Гормігуеро (Myrmoborus).

## Опис
Довжина птаха становить 14,5 см, вага 28-31 г. Виду притаманний статевий диморфізм. Самці мають переважно темно-сіре забарвлення, голова іц шия чорнуваті, на крилах білі смуги, утворені білими кінчиками покривних пер. у самиць верхня частина тіла рудувато-коричнева, тім'я і крила яскравіші, коричнюваті, щоки темні, хвіст рудувато-коричневий, нижня частина тіла білувата. І у самців, і у самиць на тімені є помітний чуб, який може ставати дибки.

## Поширення і екологія
Чубаті аляпі мешкають на заході і півдні бразильського штату Акрі, зокрема в Національному парку Ману, на південному сході Перу, в регіонах Хунін, Куско, Мадре-де-Дьйос і Пуно, та на північному заході Болівії (Пандо, північний Ла-Пас). Вони живуть в заростях бамбука Guadua та у підліску варзейських лісів (тропічних лісів у заплавах Амазонки і її притоків), в заростях бальсових дерев, Cecropia і Erythrina. Зустрічаються парами, на висоті до 1450 м над рівнем моря. переважно на висоті до 750 м над рівнем моря. Живляться безхребетними.